# Mati Klarwein
Matias Klarwein o Abdul Matias Klarwein (Hamburgo, Alemania, 9 de abril de 1932 - Deyá, España, 7 de marzo de 2002) fue un pintor surrealista célebre por su estilo considerado psicodélico (que él no reconoció). Sus obras se hicieron famosas al aparecer ilustrando las portadas de discos de diversos artistas y grupos musicales.

## Trayectoria
Klarwein nació en Hamburgo en una familia judía. Su padre Joseph (en hebreo Yusef Ben Menachem), fue un arquitecto vinculado al movimiento Bauhaus y su madre Elsa Kühne fue cantante de ópera. En 1934 con el auge del nacionalsocialismo en Alemania se desplazó con su familia a Palestina. Tras la formación del estado de Israel, su padre ganó el concurso para el diseño de la Knéset en Jerusalén.
En 1948, a la edad de 17 años se desplazó con su familia a París donde estudió con Fernand Léger y en la Ecole des Beaux-Arts. Primeramente se había interesado por el cine pero no pudo ingresar en la escuela de cinematografía al no haber acabado el bachillerato. En Saint-Tropez conoció a Ernst Fuchs cuyo estilo, a diferencia del de Léger, tendría en el futuro gran influencia en su obra. Durante esta época estableció amistad con muchos otros pintores e intelectuales como Kitty Lillaz, Boris Vian o Salvador Dalí.
Durante los años 50 viaja y vive en numerosos países, en Europa, Asia, norte de África y finalmente se establece en Nueva York a principios de los 60. En 1965 obtiene la nacionalidad francesa gracias a André Malraux.
Desde entonces alternó su residencia en Nueva York con Deyá, en España, hasta 1984 cuando se instala definitivamente en la isla mallorquina.

## Vida personal
Klarwein tuvo una intensa vida social, en Nueva York se relacionó con numerosos personajes del mundo cultural, sobre todo relacionados con el pop art y la música como Andy Warhol, Jimi Hendrix, Peter Beard, Timothy Leary o Jon Hassell. En Mallorca vivió en una casa diseñada por su padre sobre la playa de La Cala. Sus fiestas y eventos fueron célebres y contaban en ocasiones con la presencia de artistas y amigos como Ben Jakober, Yannick Vu, Yakov Lind, Annie Truxell, Curtis Jones, Mondino, Annie Lennox o Lynn Franks. Vendió esta casa para financiar una vuelta al mundo y a su regreso vivió en diversas casas de alquiler.
Tuvo cuatro hijos de tres mujeres distintas: Eleonore (1963) con la pintora Sophie Bollack, Sérafine (1971) con la escritora y fotógrafa Caterine Milinaire, Balthazar (1985) y Salvador (1988) con la pintora Laure Klarwein.
A finales de los años 50 añadió a su nombre el de Abdul (sirviente en árabe) para expresar sus sentimientos acerca del conflicto entre Israel y Palestina. Desde su punto de vista para entenderse mejor mutuamente cada judío debería adoptar un nombre árabe y cada palestino uno hebreo. 
Dominaba los idiomas inglés, francés, alemán, español, hebreo y se defendía en italiano y árabe.
Murió de cáncer a la edad de 69 años mientras dormía en su residencia de Deia, Mallorca.

## Obra
La obra de Klarwein está directamente influenciada por el surrealismo y la cultura pop. Se le considera un icono del movimiento hippy y la contracultura de los años 60, especialmente de la psicodelia. Pese a que el artista ha reconocido que ha tenido experiencias con el LSD siempre ha afirmado que las drogas no son su principal inspiración e incluso ha llegado a negar cualquier influencia de este tipo. Según él mismo su amigo Timothy Leary dijo de él que a juzgar por su estilo no necesitaba drogas. Prueba de esto es que su estilo ya estaba plenamente definido antes de la Era Psicodélica en los años 60 y llegó a decir que se interesó por el LSD por curiosidad, de tanto escuchar que su arte era psicodélico. Klarwein reconocía como principal fuente de inspiración sus numerosos viajes y variados intereses culturales.
Su técnica llama la atención por un colorido vibrante y unos detalles extremadamente minuciosos. Esto se debe a la técnica mixta que aprendió de su mentor Ernst Fuchs, consistente en mezclar témpera con caseína a la pintura al óleo. Esta técnica era usada por los maestros flamencos del siglo XVI y permite obtener un gran detalle en el trazo al evitar que los colores se mezclen.
Su obra es famosa debido sobre todo a que ha servido como ilustración para la portada de los discos de diversos artistas, la más famosa de estas es probablemente la del segundo álbum de Carlos Santana titulado Abraxas de 1970, y que muestra la pintura Annunciation de 1961. También realizó las portadas de dos discos de Miles Davis: Bitches Brew de 1969 y Live-Evil de 1971. Realizó un retrato de Jimi Hendrix para la portada de una colaboración del músico con Gil Evans que nunca vio la luz debido a la prematura muerte de Hendrix. Otros artistas y bandas como Jerry García, Eric Dolphy, Mark Egan, Jon Hassell, Per Tjernberg y Earth, Wind and Fire han ilustrado sus grabaciones con la obra de Klarwein.
Klarwein ha cultivado también formas más convencionales como el retrato, paisajes y bodegones. Durante décadas creó más de cien pinturas mejoradas, basadas en cuadros que compraba en mercadillos por nunca más de 20 dólares. Sobre estos añadía elementos o retocaba los que había, siempre intentando respetar el estilo original y la firma del primer autor si la había, a la que él añadía la suya.
A lo largo de su vida pintó al menos 600 piezas, entre ellas 280 paisajes o ensoñaciones, 270 retratos, y 120 pinturas mejoradas. 

### Portadas de discos
- White Lightnin' - White Lightnin'  (1968)
- George Duke - (Secret?) Rendezvous (1984)
- Leonard Bernstein - The Age of Anxiety (1974)
- Eric Dolphy - Iron Man (1963)
- Jackie McLean - Demon's Dance (1968?)
- Santana - Abraxas (1970)
- Miles Davis - Bitches Brew (1970)
- Reuben Wilson - Blue Mode (1970?)
- The Chambers Brothers - New Generation (1970)
- Miles Davis - Live-Evil (1971)
- Bach/Igor Kipnis/Neville Marriner - The Complete Concertos for Harpsichord and Orchestra (1971)
- Buddy Miles - Live (1971)
- Buddy Miles - Message to the People (1971)
- The Last Poets - This Is Madness (1971)
- Howard Wales & Jerry García - Hooteroll? (1971)
- Osibisa - Heads (1972)
- Earth, Wind & Fire - Last Days and Time (1972)
- Gregg Allman - Laid Back (1973)
- Tempest - Living in Fear (1974)
- Joe Beck - Beck (1975)
- Symphonic Slam - Symphonic Slam (1976)
- Jon Hassell - Fourth World vol. 2: Dream Theory in Malaya (1981)
- Jon Hassell - Magic Realism: Aka/Darbari/Java (1983)
- Mark Egan - Mosaic (1985)
- Hermeto Pascoal y Grupo - Só Não Toca Quem Não Quer (1987)
- Elements - Illumination (1987)
- Elements - Forward Motion (1990?)
- Buddy Miles Express - Hell and Back (1994)
- The Last Poets - Holy Terror (1994)
- The Maids of Gravity - The First Second (1996)
- Aïyb Dieng/Bill Laswell - Rhythmagick (1997)
- Jam & Spoon (feat. Plavka) - Kaleidoscope (1997)
- Per Tjernberg & Mati Klarwein - No Man's Land (1997)
- Per Tjernberg - Universal Riddim (2000)
- The Mooney Suzuki - Alive & Amplified (2004)
- Jon Hassell - Maarifa Street: Magic Realism 2 (2005)
- Per Tjernberg - Universal Riddim 2 (2005)